# 3974 Вервір
3974 Вервір (3974 Verveer) — астероїд головного поясу, відкритий 28 березня 1982 року.
Тіссеранів параметр щодо Юпітера — 3,368.